# Peyton Stearnsová
Peyton Mckenzie Stearnsová (* 8. října 2001 Cincinnati, Ohio) je americká profesionální tenistka. Ve své dosavadní kariéře na okruhu WTA Tour vyhrála jeden singlový turnaj. V rámci okruhu ITF získala pět titulů ve dvouhře a dva ve čtyřhře.
Na žebříčku WTA byla ve dvouhře nejvýše klasifikována v květnu 2025 na 28. místě a ve čtyřhře v témže datu na 58. místě. Trénuje ji Brit Tom Hill. Dříve tuto roli plnili Rumun Gabriel Trifu a Američan Eric Hechtman.

## Tenisová kariéra
V letech 2020–2022 hrála dvě sezóny univerzitní tenis za „dlouhorožce“ z Texaské univerzity v Austinu, na které vystudovala aplikovanou pohybovou vědu (applied movement science). Na jaře 2022 se stala prvním tenistou univerzity, který vyhrál nejvyšší I. divizi celostátního mistrovství NCAA ve dvouhře a jako jednička na konečném žebříčku ITA, Meziuniverzitní tenisové asociace, byla vyhlášena americkou univerzitní hráčkou roku. K rozhodnutí studovat vysokou školu před profesionální kariérou ji inspiroval úspěch Danielle Collinsové z Virginské univerzity, která se stala dvojnásobnou celostátní šampionkou NCAA. V červnu 2022 pak ohlásila přechod do profesionálního tenisu.

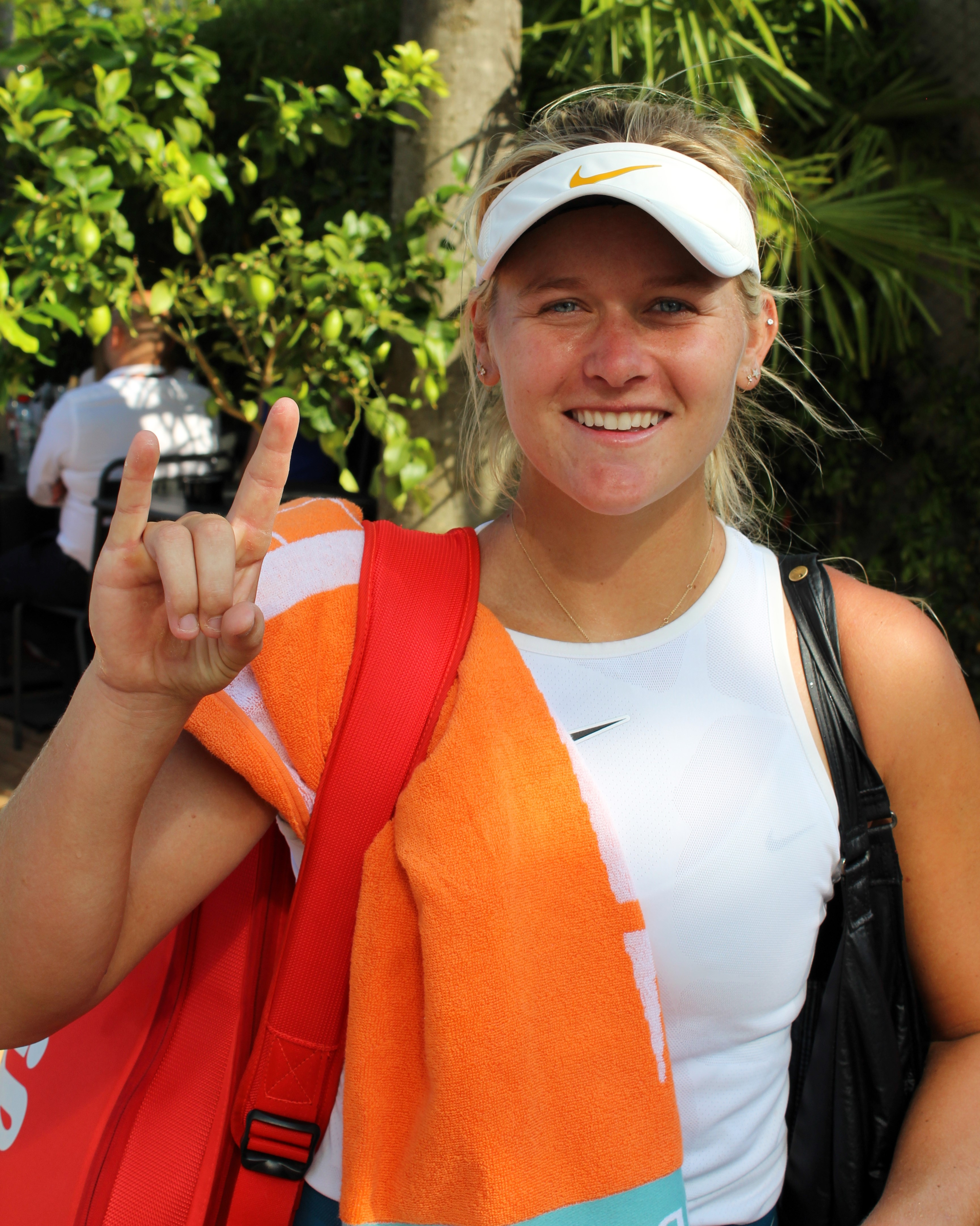
Stearnsová na French Open 2023 s typickým pozdravem členů univerzitního týmu „dlouhorožců“ (Texas Longhorns) znázorňující hlavu texaského dlouhorohého skotu

Na okruhu WTA Tour debutovala ve čtyřhře Silicon Valley Classic 2021 v kalifornském San José, do níž s Maribellou Zamarripovou nastoupily jako náhradnice. Na úvod podlehly americko-britskému páru Emina Bektasová a Tara Mooreová až po ztrátě závěrečného supertiebreaku dvoubodovým rozdílem. První výraznější výhry dosáhla v kvalifikaci BNP Paribas Open 2021 v Indian Wells nad Coco Vandewegheovou. Do dvouhry ji ale nepustila Astra Sharmaová. Hlavní singlovou soutěž si tak poprvé zahrála až na srpnovém Tennis in the Land 2022 v Clevelandu po obdržení divoké karty. V prvním kole ji vyřadila pátá nasazená Rumunka Irina-Camelia Beguová ze čtvrté světové desítky.
O týden později zasáhla premiérově i do hlavní grandslamové soutěže na US Open 2022. Z pozice členky čtvrté stovky žebříčku získala divokou kartu díky finálové výhře nad Connie Maovou na akademickém celostátním mistrovství NCAA. V úvodním kole však nenašla recept na dvacátou osmou hráčku klasifikace Jekatěrinu Alexandrovovou, když nezvládla koncovku třetí rozhodující sady. První zápas na túře WTA vyhrála na úvodním ročníku austinského ATX Open 2023, kde ve čtvrtfinále nestačila na krajanku Katie Volynetsovou z konce první světové stovky. Navazující týden si poprvé zahrála dvouhru turnaje v kategorii WTA 1000. Na divokou kartu v první fázi BNP Paribas Open 2023 vyřadila španělskou kvalifikantku Rebeku Masárovou, než ji stopku vystavila Kanaďanka Bianca Andreescuová, přestože získala úvodní sadu.

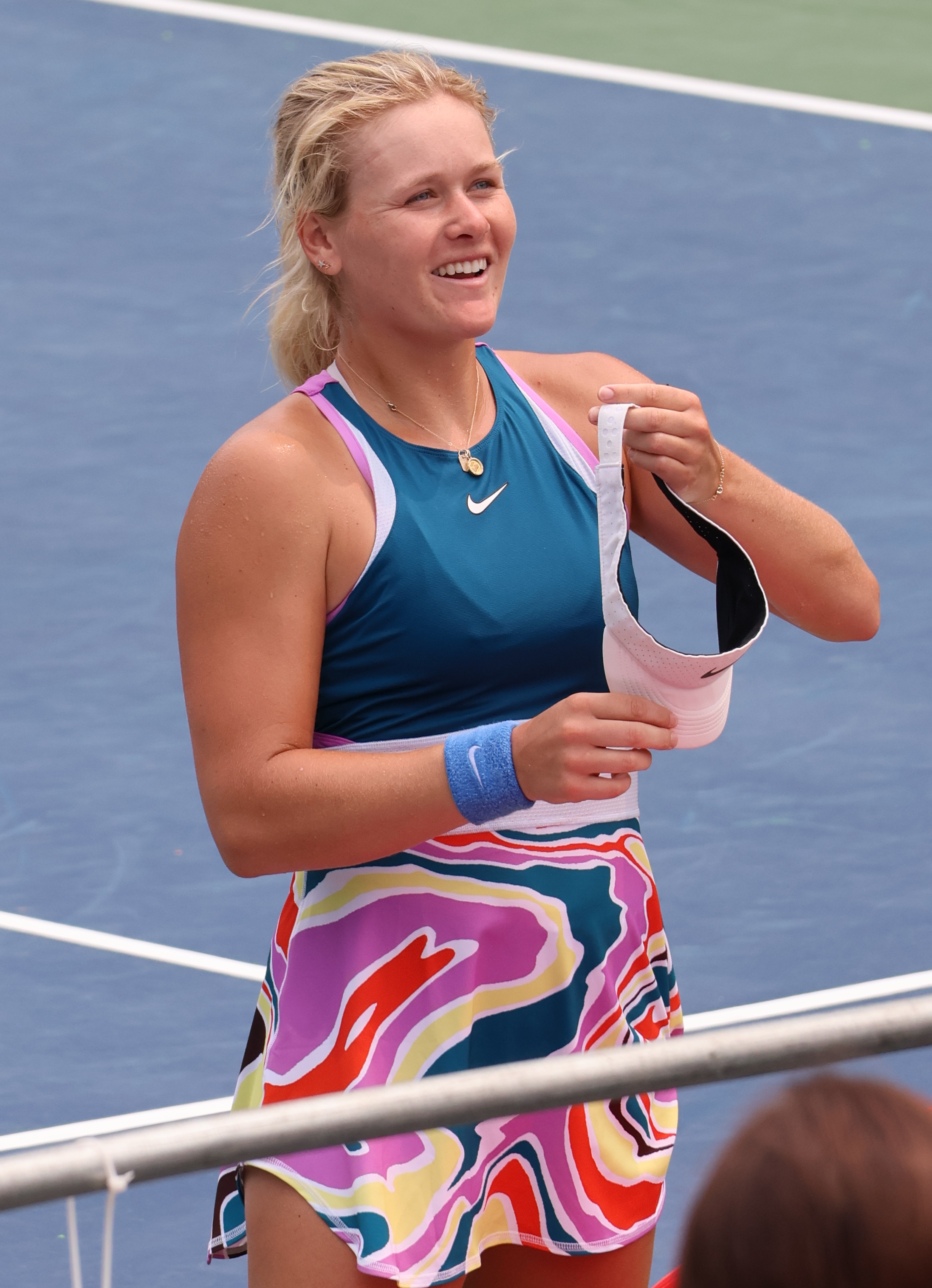
Během Washington Open 2023

Premiérové finále na okruhu WTA Tour odehrála na antukovém Copa Colsanitas 2023 v Bogotě. Do souboje o titul postoupila přes Slovinku Tamaru Zidanšekovou a Kamillu Rachimovovou. V závěrečném duelu však podlehla německé světové šestašedesátce Tatjaně Mariové, která obhájila titul. Bodový zisk Stearnsovou posunul 10. dubna premiérově do elitní světové stovky, díky žebříčkovému postupu ze 116. na 89. příčku. Na French Open 2023 vyhrála první zápasy na grandslamu. Po vítězství nad Kateřinou Siniakovou dosáhla debutové výhry nad členkou Top 20, když zdolala lotyšskou světovou sedmnáctku Jeļenu Ostapenkovou. Ve třetím duelu ji za 55 minut deklasovala devátá žena žebříčku a obhájkyně semifinálové účasti Darja Kasatkinová, proti níž uhrála jediný game.
První titul na túře WTA vybojovala ve 22 letech z pozice světové jednaosmdesátky, když ovládla antukový Grand Prix SAR La Princesse Lalla Meryem 2024 v Rabatu. Ve finále ztratila jen tři gamy s Egypťankou Majar Šarífovou. Na navazujícím French Open 2024 postoupila do třetího kola jako v předchozím ročníku. V něm ale její sedmizápasovou neporazitelnost ukončila 17letá Mirra Andrejevová, které odebrala tři hry. Na antukovém Internazionali BNL d'Italia 2025 se stala první tenistkou otevřené éry, která o vítězství ve třech navazujících zápasech WTA rozhodla až v tiebreaku třetí, závěrečné sady. Tímto způsobem vyřadila světovou šestku Madison Keysovou, Japonku Naomi Ósakaovou a ve čtvrtfinále Elinu Svitolinovou. Mezi poslední čtveřicí však nestačila na pozdější vítězku a světovou pětku Jasmine Paoliniovou. První účast v semifinále turnaje WTA 1000 jí zajistila debutový posun do elitní světové čtyřicítky i třicítky, když 19. května 2025 figurovala na 28. místě.

## Finále na okruhu WTA Tour

### Dvouhra: 2 (1–1)
| Legenda            |
| ------------------ |
| Grand Slam (0)     |
| Turnaj mistryň (0) |
| WTA 1000 (0)       |
| WTA 500 (0)        |
| WTA 250 (1–1)      |

| Stav       | č. | datum       | turnaj           | kategorie | povrch | soupeřka ve finále | výsledek      |
| ---------- | -- | ----------- | ---------------- | --------- | ------ | ------------------ | ------------- |
| Finalistka | 1. | duben 2023  | Bogota, Kolumbie | WTA 250   | antuka | Tatjana Mariová    | 3–6, 6–2, 4–6 |
| Vítězka    | 1. | květen 2024 | Rabat, Maroko    | WTA 250   | antuka | Majar Šarífová     | 6–2, 6–1      |

## Tituly na okruhu ITF
| Legenda         | Legenda         |
| --------------- | --------------- |
| Turnaje W100    | Turnaje W80     |
| Turnaje W75/W60 | Turnaje W50     |
| Turnaje W35/W25 | Turnaje W15/W10 |

### Dvouhra (5 titulů)
| Č. | datum       | turnaj                  | kategorie | povrch    | poražená finalistka   | výsledek           |
| -- | ----------- | ----------------------- | --------- | --------- | --------------------- | ------------------ |
| 1. | červen 2021 | Sumter, Spojené státy   | W25       | tvrdý     | Fernanda Contrerasová | 6–1, 6–2           |
| 2. | říjen 2022  | Austin, Spojené státy   | W25       | tvrdý     | Clervie Ngounoueová   | 6–1, 6–0           |
| 3. | říjen 2022  | Florence, Spojené státy | W25       | tvrdý     | Alexandra Vecicová    | 6–7(4–7), 6–2, 7–5 |
| 4. | leden 2023  | Orlando, Spojené státy  | W25       | tvrdý     | Robin Montgomeryová   | 6–2, 6–0           |
| 5. | únor 2023   | Rome, Spojené státy     | W60       | tvrdý (h) | Gabriela Knutsonová   | 3–6, 6–0, 6–2      |

### Čtyřhra (2 tituly)
| Č. | datum       | turnaj                  | kategorie | povrch | spoluhráčka      | poražené finalistky                      | výsledek         |
| -- | ----------- | ----------------------- | --------- | ------ | ---------------- | ---------------------------------------- | ---------------- |
| 1. | červen 2022 | Sumter, Spojené státy   | W25       | tvrdý  | Kylie Collinsová | Allura Zamarripová Maribella Zamarripová | 6–3, 5–7, [10–7] |
| 2. | září 2022   | Berkeley, Spojené státy | W60       | tvrdý  | Elvina Kalievová | Allura Zamarripová Maribella Zamarripová | 7–6(5), 7–6(5)   |